# Kích thích (tâm lý học)
Trong tâm lý học, một kích thích là bất kỳ đối tượng hoặc sự kiện nào gợi ra phản ứng cảm giác hoặc hành vi trong một sinh vật.
- Trong tâm lý học nhận thức, một kích thích là một sự thay đổi năng lượng (ví dụ, ánh sáng hoặc âm thanh) được đăng ký bởi các giác quan (ví dụ: thị giác, thính giác, vị giác, v.v.) và tạo thành cơ sở cho nhận thức.[1]
- Trong tâm lý học hành vi (nghĩa là điều kiện cổ điển và điều kiện hóa từ kết quả), một kích thích tạo thành cơ sở cho hành vi. Trong bối cảnh này, một sự phân biệt được thực hiện giữa kích thích xa (đối tượng bên ngoài, nhận thức) và kích thích gần (kích thích các cơ quan cảm giác).[2]
- Trong tâm lý học thực nghiệm, một kích thích là sự kiện hoặc đối tượng mà một phản ứng được đo lường. Do đó, không phải tất cả mọi thứ được trình bày cho người tham gia đều đủ điều kiện là kích thích. Ví dụ, một dấu chéo ở giữa màn hình không được cho là kích thích, bởi vì nó chỉ phục vụ cho cái nhìn của người tham gia trung tâm trên màn hình. Ngoài ra, rất hiếm khi đề cập đến các sự kiện dài hơn (ví dụ: bài kiểm tra căng thẳng xã hội Trier) như một tác nhân kích thích, ngay cả khi phản ứng với sự kiện đó được đo lường.

## Lịch sử
Trong nửa sau của thế kỷ 19, thuật ngữ kích thích được đặt ra trong tâm lý học bằng cách định nghĩa lĩnh vực này là "nghiên cứu khoa học về mối quan hệ giữa kích thích và cảm giác". Điều này có thể khiến James J. Gibson kết luận rằng "bất cứ điều gì có thể được kiểm soát bởi người thí nghiệm và áp dụng cho người quan sát đều có thể được coi là một tác nhân kích thích" trong các nghiên cứu tâm lý ban đầu với con người, trong khi đó, cùng thời gian, thuật ngữ này kích thích mô tả bất cứ điều gì khơi gợi một phản xạ trong nghiên cứu động vật.

### Trong tâm lý học hành vi
Kích thích khái niệm là điều cần thiết cho chủ nghĩa hành vi và lý thuyết hành vi của BF Skinner nói riêng. Trong khuôn khổ như vậy, một số loại kích thích đã được phân biệt (xem thêm điều kiện cổ điển):
Một kích thích khơi gợi được định nghĩa là một kích thích có trước một hành vi nhất định và do đó gây ra một phản ứng. Một kích thích phân biệt đối xử ngược lại làm tăng xác suất của một phản ứng xảy ra, nhưng không nhất thiết phải gợi ra phản ứng. Một kích thích củng cố thường biểu thị một kích thích được đưa ra sau khi phản ứng đã xảy ra; trong các thí nghiệm tâm lý, nó thường được đưa ra nhằm mục đích củng cố hành vi. Kích thích cảm xúc được coi là không gợi ra một phản ứng. Thay vào đó, họ được cho là sửa đổi sức mạnh hoặc sức mạnh mà hành vi được thực hiện.